# Fericse
Fericse (Ferice), település Romániában, a Partiumban, Bihar megyében.

## Fekvése
Belényestől délkeletre, a Bihar-hegység alatt,  a Fekete-Körös egyik jobboldali mellékpatakja mellett, Bondoraszó és Szód között fekvő település.

## Története
Fericse nevét 1588-ban említette először oklevél Feriche néven.
1600-ban Fejerecije, 1808-ban Fericse, 1913-ban Fericse néven írták.
Fericse a görög katholikus püspökség birtoka volt, kinek még a 20. század elején is birtokában volt.
1851-ben Fényes Elek írta a településről:
Bihar vármegyében, magas hegy tövében, 354 óhitü lakossal, s anyatemplommal. Roppant erdejében vaddisznók és őzek tanyáznak. A határ keleti részén áll az Erdélyt elválasztó havas. Alatta van egy jó messzire nyuló, csepegő kövekkel megrakott
barlang. Birja a váradi görög püspök.
1910-ben 896 lakosából 13 magyar, 883 román volt. Ebből 883 görögkeleti ortodox volt.
A trianoni békeszerződés előtt Bihar vármegye Belényesi járásához tartozott.

## Jegyzetek

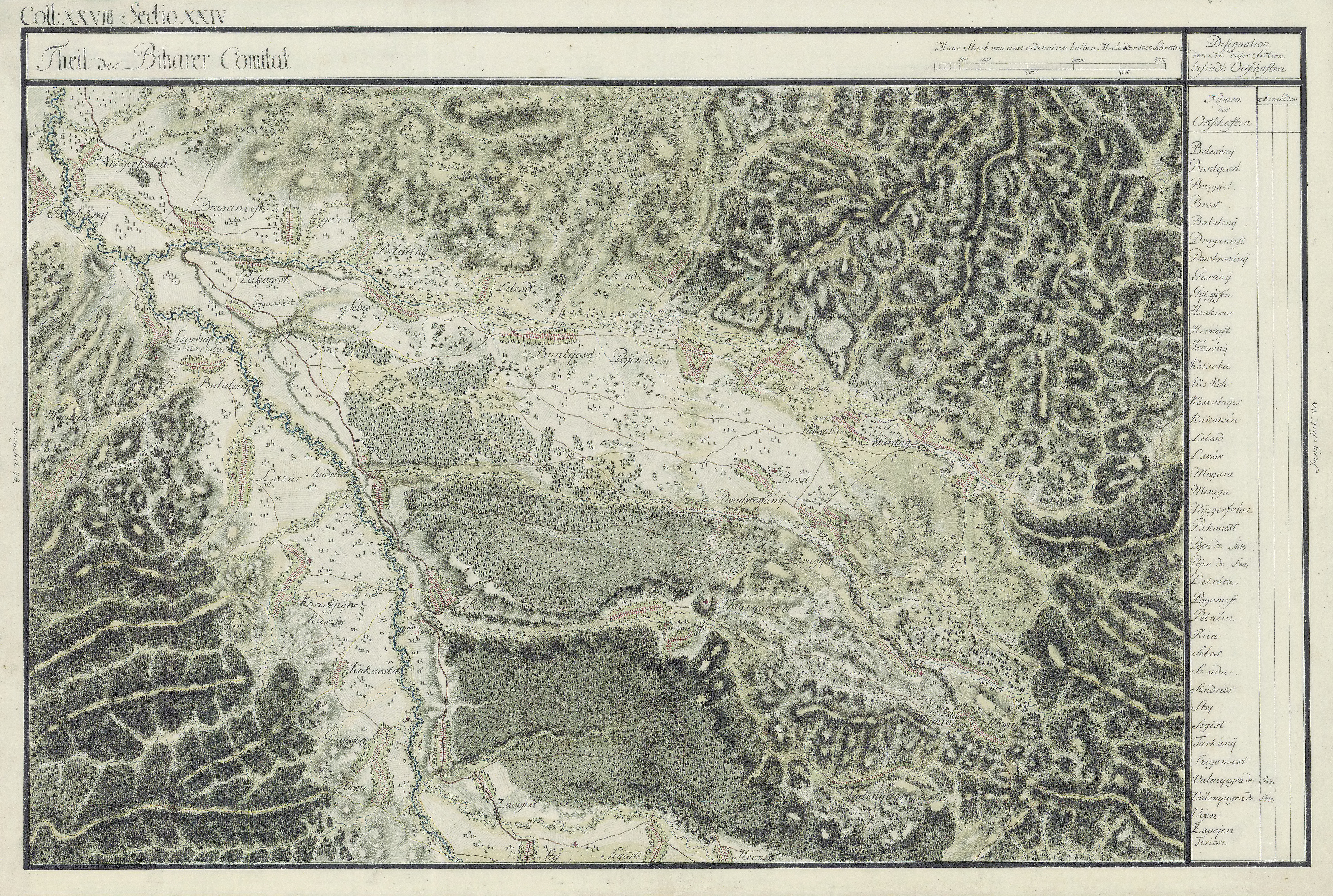
Fericse egy régi térképen

## Nevezetességek
- Görög keleti temploma
- Cseppkőbarlang